# Ghasem Solejmani
Ghasem Solejmani (pers. ‏قاسم سلیمانی‎; ur. 11 marca 1957 w Raborze, zm. 3 stycznia 2020 w Bagdadzie) – irański generał major (sarlaszkar), dowódca sił Ghods, jednostki specjalnej w strukturach Korpusu Strażników Rewolucji Islamskiej, zabity w amerykańskim ataku powietrznym w Bagdadzie. Pośmiertnie awansowany do stopnia generała porucznika (Spahbod).

## Życiorys

### Młodość
Urodził się w ubogiej rodzinie chłopskiej we wschodnim Iranie. Gdy był dzieckiem, jego ojciec zaciągnął kredyt na zakup ziemi w ramach białej rewolucji i nie był w stanie go spłacać. Aby pomóc rodzinie, Solejmani w wieku trzynastu lat opuścił dom i podjął pracę na budowie. Ukończył szkołę średnią, a następnie pracował w wydziale wodnym w urzędzie miasta w Kermanie. Po rewolucji islamskiej w Iranie w 1979 wstąpił do Korpusu Strażników Rewolucji Islamskiej. Najprawdopodobniej nie ukończył szkoły wojskowej, a jedynie przeszedł 45-dniowe szkolenie.

### Służba wojskowa
Krótko po wstąpieniu do korpusu brał udział w tłumieniu powstania Kurdów w północnym Iranie. Następnie walczył w wojnie iracko-irańskiej, podczas której wyróżnił się odwagą. Mimo braku wykształcenia i doświadczenia wojskowego powierzono mu dowodzenie brygadą, zaś najpóźniej w 1987 był już dowódcą 41 dywizji Sar Allah. Brał udział w oblężeniu Basry (operacja Karbala 5) i w organizacji oddziałów partyzanckich na tyłach wojsk irackich. Nawiązał wówczas kontakty z przywódcami irackich Kurdów oraz z Organizacją Badr, zbrojną formacją przy emigracyjnej irackiej Najwyższej Radzie Rewolucji Islamskiej w Iraku. W 1991, gdy w Iraku wybuchło powstanie szyickie, Organizacja Badr wsparła walczących szyitów; prowadzone przez nią operacje planował m.in. Solejmani; Iran oficjalnie nie zaangażował się w pomoc powstańcom.
Po stłumieniu powstania w Iraku na czele swojej dywizji zwalczał gangi przemytników narkotyków działające na wschodniej granicy Iranu, w Kermanie, Chorasanie oraz Sistanie i Beludżystanie. Prawdopodobnie dowodził kilkusetosobowym oddziałem irańskim walczącym po stronie Bośniaków podczas wojny w Bośni.

### Dowódca sił Ghods
W 1997 Ghasem Solejmani został mianowany dowódcą sił Ghods. Znacząco rozbudował jej siły (łącznie brygada liczy od 10 do 20 tys. członków; w początkowej fazie istnienia tylko 2–5 tys.). Jako dowódca tejże formacji organizował zamachy w Tajlandii, Nowym Delhi, Lagos i Nairobi, zaś w 2011 bez powodzenia próbował zorganizować zamach na ambasadora Arabii Saudyjskiej w Stanach Zjednoczonych Adila al-Dżubajra. Zacieśnił związki jednostki z Hezbollahem i jego dowódcą Hasanem Nasr Allahem; żołnierze brygady skierowani przez Solejmaniego pomagali w szkoleniu bojowników Hezbollahu i planowaniu jego działań partyzanckich. Dowodzona przez Solejmaniego formacja nawiązała również podobne kontakty z Hamasem. Organizował działania sabotażowe i ataki na żołnierzy amerykańskich w Iraku po obaleniu rządów Saddama Husajna w 2003; dokonywali ich bezpośrednio żołnierze Ghods oraz wspierana przez nich organizacja Badr. Solejmani utrzymywał również kontakty z czołowymi irackimi politykami szyickimi. Za sprawą zaangażowania wojskowego sił Ghods i jej dowódcy Iran zyskał znaczne wpływy w Iraku. Solejmani odegrał decydującą rolę w procesie, który doprowadził do mianowania Nuriego al-Malikiego na premiera Iraku w 2006.
W 1999, podczas antyrządowych protestów studenckich w Iranie, był jednym z sygnatariuszy listu dwudziestu czołowych oficerów Korpusu Strażników Rewolucji Islamskiej domagających się pacyfikacji protestów. W przeciwnym razie wojsko groziło przeprowadzeniem zamachu stanu i odsunięciem prezydenta Mohammada Chatamiego. Protesty zostały stłumione.
Po wybuchu wojny domowej w Syrii udał się do Damaszku, by wspierać osłabiony rząd Baszszara al-Asada. Przejął faktyczne dowodzenie nad siłami syryjskimi oraz sprowadzonym przez niego na pomoc oddziałami Hezbollahu i milicji szyickich. Pierwsi ochotnicy, którymi dowodził, przybyli do Syrii we wrześniu 2011 r. Iran udzielił Syrii wsparcia materialnego i wojskowego na masową skalę, do Damaszku przybyła również liczna grupa oficerów sił Ghods, którzy szkolili proasadowskie organizacje paramilitarne na miejscu i zaczęli prowadzić działania wojenne w całej Syrii. Wiele operacji, którymi kierował Solejmani, zostało przeprowadzonych przez irańskich oficerów oraz siły Hezbollahu, bez pytania o opinię i zgodę władz syryjskich. Te bowiem były niemal całkowicie uzależnione od militarnego wsparcia Iranu. 
Solejmani dowodził wspólną operacją wojsk rządowych i Hezbollahu między kwietniem a czerwcem 2013, zakończoną odbiciem z rąk Wolnej Armii Syrii miejscowości Al-Kusajr.

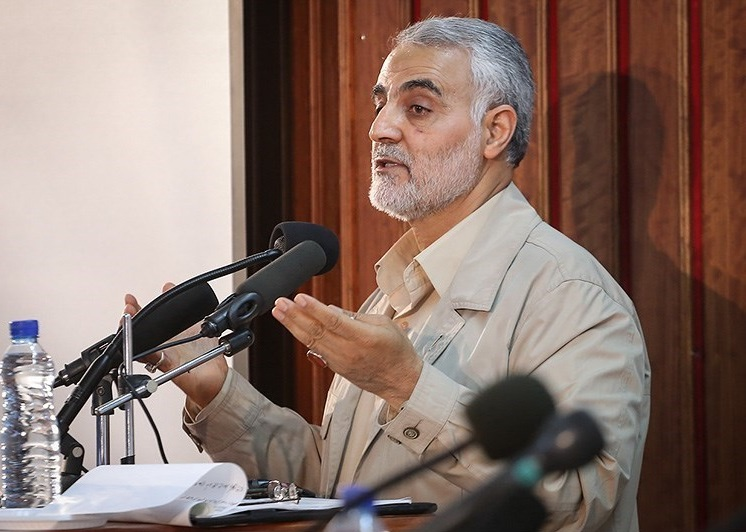

Dowodził obroną Bagdadu przed wojskami Państwa Islamskiego w czerwcu 2014. Jesienią tego samego roku brał udział w walkach z Państwem Islamskim w Kurdystanie irackim (prowincja Dijala). W marcu 2015 dowodził wojskami irackimi i milicjami szyickimi podczas operacji zakończonej odbiciem Tikritu z rąk Państwa Islamskiego. 
W lipcu 2015 r. Ghasem Solejmani udał się do Moskwy, by przekonywać Władimira Putina do bezpośredniej militarnej interwencji w Syrii po stronie Baszszara al-Asada. Solejmani przekonał rosyjskiego prezydenta, iż udział rosyjskiego lotnictwa w syryjskiej wojnie domowej pozwoli Rosji zachować bazy w Syrii oraz uniemożliwi obalenie władzy al-Asada przez bojówki fundamentalistów islamskich. 
We wrześniu 2015 brał udział w walkach o Amirli przeciwko Państwu Islamskiemu, następnie w październiku 2015 dowodził ofensywą, po której wyzwolona została baza lotnicza w Kuwajris Szarki. Brał udział w planowaniu rosyjskiej interwencji w syryjskiej wojnie domowej. W końcu listopada tego samego roku został lekko ranny podczas walk w rejonie Aleppo w Syrii. Następnie kierował operacją, w której bojownicy Hezbollahu i żołnierze syryjscy uratowali rosyjskiego pilota z zestrzelonego przez Turcję 24 listopada 2015 rosyjskiego bombowca Su-24. Na początku 2016, dowodząc wszystkimi szyickimi milicjami w Syrii, nadzorował operacje sił wspierających Baszszara al-Asada w kolejnej fazie walk o Aleppo. W szczytowym momencie pod jego dowództwem w Syrii walczyło 80 tys. żołnierzy pod komendą dwóch tysięcy oficerów z Korpusu Strażników Rewolucji Islamskiej.
W maju i czerwcu tego samego roku był jednym z doradców irańskich wspierających wojsko irackie podczas planowania i prowadzenia operacji odbicia Al-Falludży z rąk Państwa Islamskiego. W sierpniu media arabskie informowały o jego udziale w planowaniu operacji odbicia z rąk ISIS Mosulu, a następnie, w październiku, w samej bitwie o Mosul.
We wrześniu 2017 r. bezskutecznie starał się przekonać przywódców Kurdów irackich do odwołania referendum w sprawie niepodległości Kurdystanu. Gdy głosowanie odbyło się i zakończyło wynikiem za niepodległością, rząd iracki zdecydował o skierowaniu wojsk do Kirkuku. Solejmani brał udział w przygotowywaniu planu operacji, a kierowane przez niego Siły Mobilizacji Ludowej wzięły w niej czynny udział.
Do śmierci w 2020 r. pracował nad rozbudową irańskich struktur wojskowych w Syrii - tworzeniem baz rakiet i dronów, regionalnych centrów dowodzenia oraz baz sił Ghods i nadzorowanych przez nie partyzantek szyickich.
Amerykański Departament Skarbu obłożył Solejmaniego sankcjami za udział we wspieraniu rządów Baszszara al-Asada oraz za wspieranie terroryzmu.
Najwyższy Przywódca Iranu ajatollah Ali Chamenei wielokrotnie nazywał go publicznie „żywym męczennikiem rewolucji”.
Był żonaty, miał trzy córki i dwóch synów. Mieszkał w Teheranie.

### Śmierć
Sulejmani zginął 3 stycznia 2020 wskutek amerykańskiego ataku z powietrza na lotnisku w Bagdadzie. Atak miał miejsce podczas narastającego politycznego napięcia między USA a Iranem oraz protestów społecznych w Iraku. Wraz z irańskim generałem zginęło 8 innych osób, w tym Abu Mahdi al-Muhandis, reprezentujący szyickie siły paramilitarne, przez wiele lat współtworzone przez Solejmaniego - Siły Mobilizacji Ludowej.
Działania USA zostały skrytykowane przez władze Syrii, Iraku i Rosji, a także przez Hezbollah. Poparcie dla USA ogłosił natomiast Izrael, gdzie jednocześnie ogłoszono alarm z obawy przed możliwym odwetem. NATO ogłosiło zaś, że będzie „śledzić sytuację”.
Po śmierci Solejmaniego i al-Muhandisa, została ogłoszona trzydniowa żałoba narodowa w Iranie i  Iraku. 5 stycznia 2020 rozpoczęły się uroczystości żałobne generała w mieście Ahwaz. 8 stycznia 2020 został pochowany w rodzinnym mieście Kerman.
W czerwcu 2020 r. Islamska Republika Iranu poinformowała o skazaniu na śmierć Mahmuda Musawiego Madżda, uznanego za winnego szpiegostwa na rzecz Mosadu i CIA i przekazania informacji umożliwiających przeprowadzenie zamachu na Ghasema Solejmaniego.

## Odznaczenia
- Order Zwycięstwa I klasy[42]
- Order Zwycięstwa II klasy
- Order Zwycięstwa III klasy
- Order Zulfaghara – w 2019 roku odznaczony z rąk Chameneiego[43]